# اوست اگدر

موقعیت اوست اَگْدِر در نروژ

 (به نروژی: Aust-Agder) یکی از استان‌های نروژ است. این استان هم‌مرز با استان‌های تلمارک، روگالاند و وست اَگْدِر است. در سال ۲۰۰۲ این استان ۱۰۲٬۲۴۵ نفر جمعیت داشت که ۲٫۲٪ از جمعیت کل نروژ را شامل می‌شد. مساحت آن نیز ۹٬۲۱۲ کیلومتر مربع است. مراکز اداری این استان در شهر آرندال واقع شده‌است.